# Grupo Austral

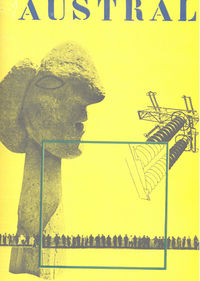
Tapa de la Revista Austral, del Grupo Austral

El Grupo Austral fue un colectivo de arquitectos que ejerció una gran influencia en el panorama de la arquitectura y el diseño latinoamericanos a partir de los años 30, tanto a través de sus obras y diseños como por sus publicaciones..
Fundado en septiembre de 1938 en Buenos Aires, sus estatutos fueron concebidos sobre la base de los del GATCPAC (la rama catalana del GATEPAC, Grupo de Arquitectos y Técnicos Españoles para el Progreso de la Arquitectura Contemporánea).
El primer núcleo de Austral lo forman Antonio Bonet, Jorge Ferrari Hardoy y Juan Kurchan, junto a José Alberto Le Pera, Abel López Chas, Luis Olezza, Ricardo Vera Barros, Samuel Sánchez de Bustamante, Itala Fulvia Villa, Hilario Zalba y Simón Ungar.
Sus integrantes plasmaron sus renovadas ideas arquitectónicas en la publicación que llevó el mismo nombre del grupo, y de la cual se editaron sólo tres números insertados en la revista Nuestra Arquitectura, dirigida por Walter Hylton Scott.

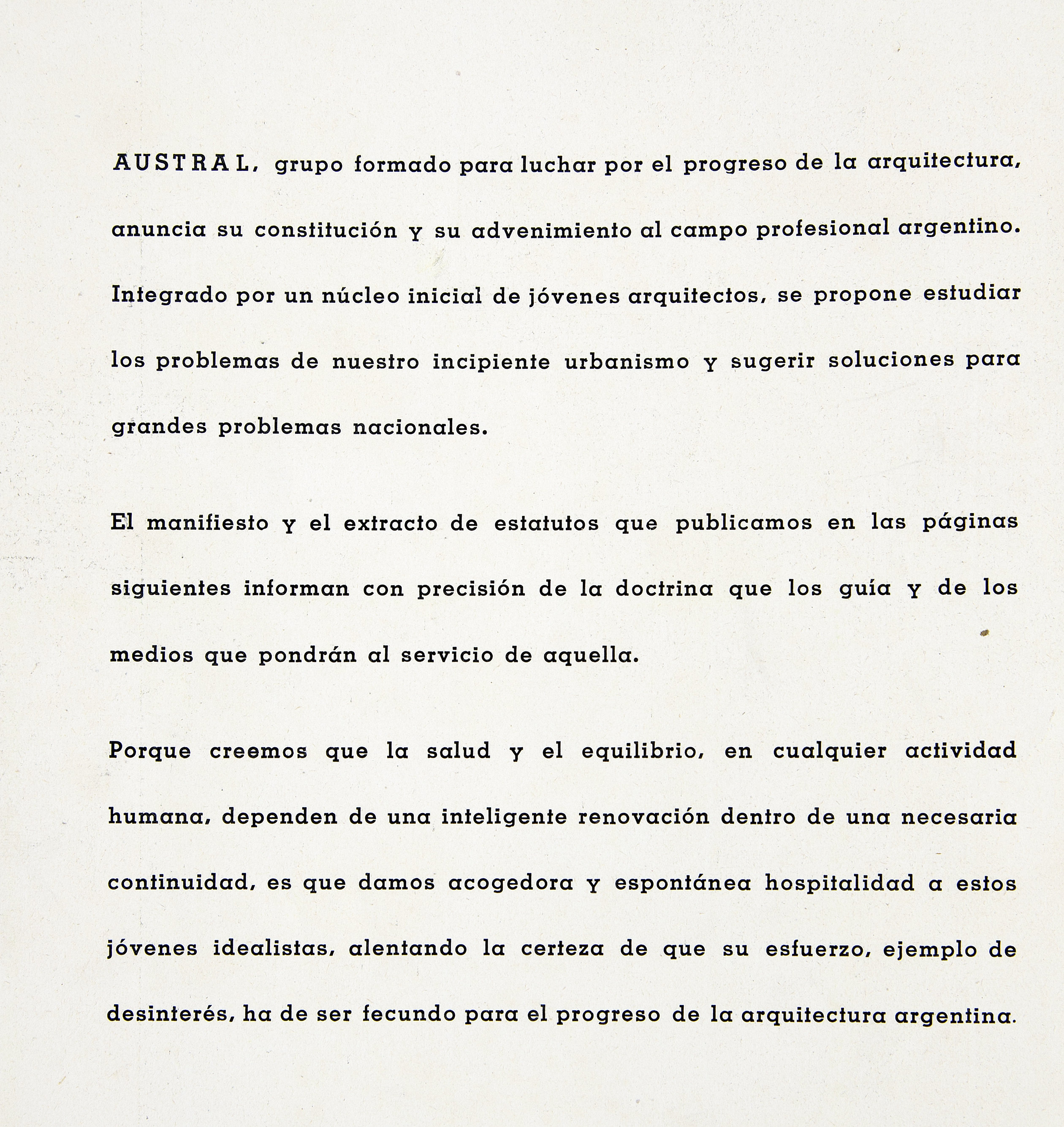
Texto descriptivo del Grupo en la Revista

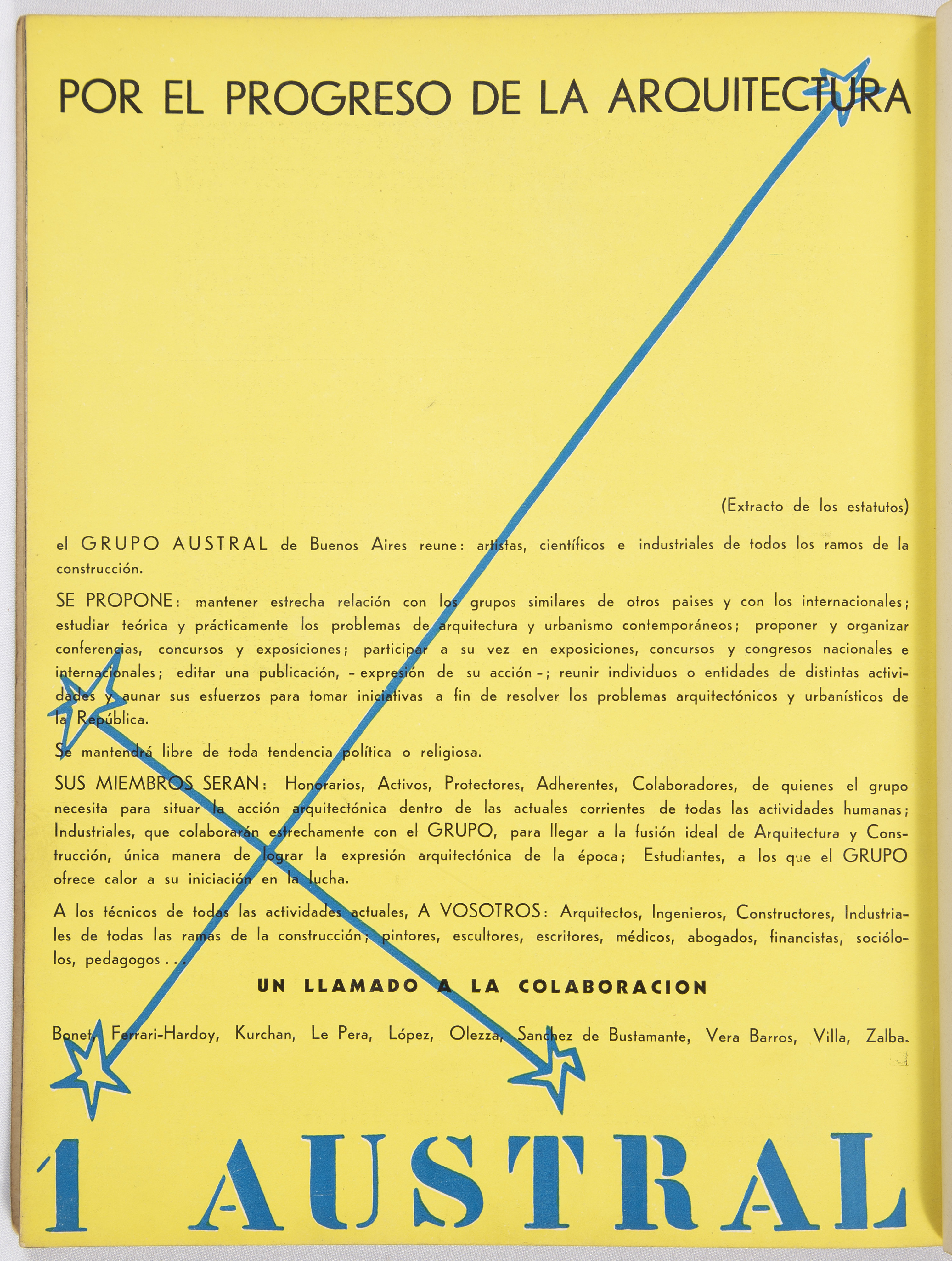
Tapa Revista Austral

El manifiesto dado a conocer en la primera entrega de la Revista Austral, sostiene “el estudio de la arquitectura como expresión individual y colectiva; el conocimiento profundo del hombre (...) como motor de nuestras realizaciones; la integración plástica con la pintura y la escultura; el planteo de los grandes problemas urbanísticos de la República. Este es el camino trazado a nuestra acción".
Para el arquitecto Jordi Roig, tanto el Manifiesto Austral, redactado por Bonet junto con Ferrari Hardoy y Kurchan, como el texto "Nuevas precisiones sobre Arquitectura y Urbanismo", escrito por el primero de ellos en 1950, explican de manera diáfana, la dualidad, la tensión permanente de su pensamiento. Esa coexistencia del mundo de lo individual, de lo anárquico e informe con las ideas del funcionalismo, del avance social, de la utopía del progreso, se expresan claramente en su forma de concebir la arquitectura".

## Empresas y utopías
En 1941, Buenos Aires cambió para siempre el perfil de su frontera con la inauguración de la avenida General Paz y la aprobación de la construcción de un aeropuerto a orillas del río. La persistente migración que llegaba desde el interior del país comenzaba a generar un cordón obrero cada vez más importante, con los primeros asentamientos precarios. En este contexto, signado también por las repercusiones de la Segunda Guerra Mundial, transcurría la presidencia de Ramón Castillo, envuelta en el escándalo del fraude electoral.
En un primer momento, la Guerra produjo serias dificultades a la economía argentina. Escaseaban muchos productos: desde neumáticos hasta medias de mujer. La falta de transportes también afectó la exportación, pero la crisis fue relativamente pasajera y muy pronto se pudo sacar ventajas de la desgracia: surgieron pequeñas empresas nacionales y la industria siderúrgica se veía impulsada por Fabricaciones Militares.
El movimiento obrero se fue consolidando durante el transcurso de la Guerra, con gran preponderancia de grupos socialistas y comunistas, al tiempo que se producía el ascenso político del general Juan Domingo Perón.

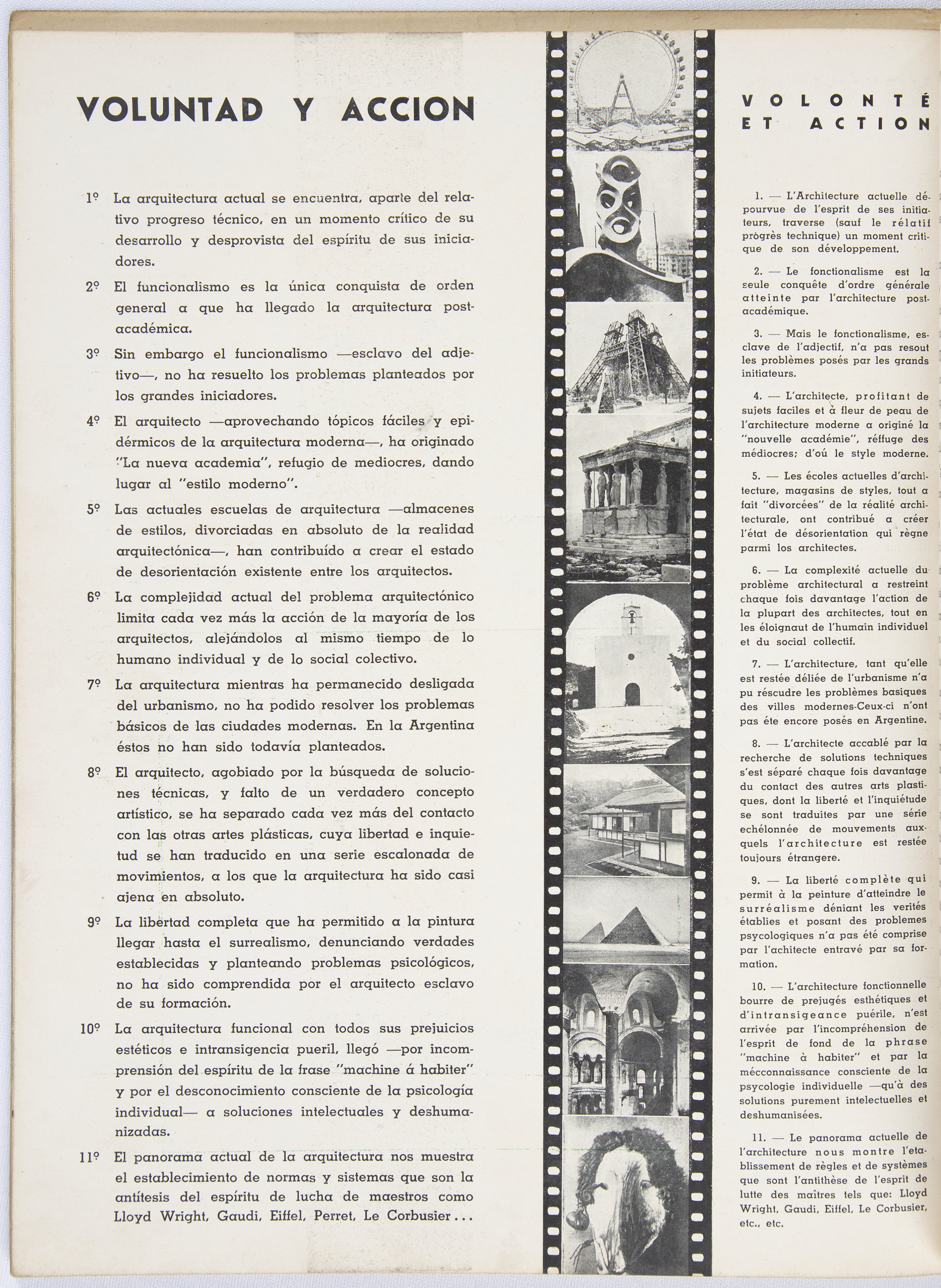
MANIFIESTO DEL GRUPO AUSTRAL (página 1)

En el ámbito intelectual, las vanguardias se alejaban de posiciones nacionalistas e intentaban incorporar nuevas ideas en la vieja Argentina. Así ocurría, por ejemplo, con el grupo Sur, dirigido por Victoria Ocampo. En las artes plásticas surgían los movimientos abstractos, el grupo de Arte Concreto-Invención y el Grupo Madí y, en la arquitectura, el grupo Austral.
Todos ellos formaban parte de una misma tendencia innovadora que intentaba acercar al país a las ideas de la modernidad, a través de utopías que entonces parecían tener el poder de cambiar al mundo.

## El germen de la ciudad futura
Hasta fines de la década del treinta, la mayoría de los arquitectos modernos de la Argentina eran críticos respecto de la condición urbana que debían enfrentar. En las primeras décadas del siglo XX, Buenos Aires había crecido desordenadamente, saturando de densidad el antiguo trazado de las Leyes de Indias y los sucesivos planes de maquillaje afrancesado. La ciudad dejaba mucho que desear desde el punto de vista de una planificación coherente.
El grupo Austral, fundado en la primavera de 1938 por los jóvenes Juan Kurchan, Jorge Ferrari Hardoy y Antonio Bonet, entre otros, introdujo la novedad de articular arquitectura moderna y urbanística, en la que la arquitectura era concebida como una manifestación particular de ideas generales y amplias sobre la ciudad.

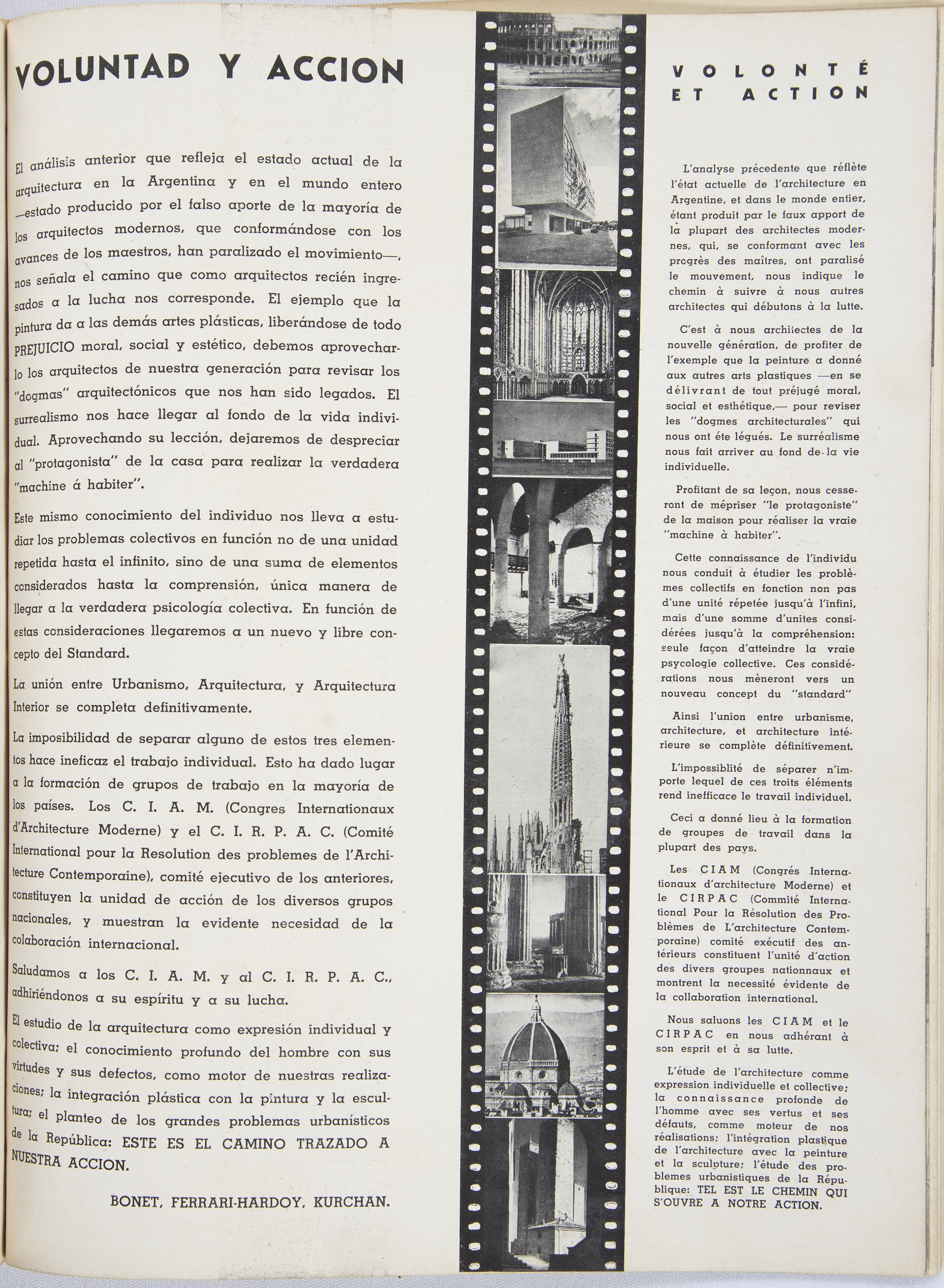
MANIFIESTO DEL GRUPO AUSTRAL (página 2)

Entre los jóvenes que integraban el grupo se contaban figuras de la talla de Amancio Williams, Mario Roberto Álvarez, Jorge Aslán y Héctor Ezcurra, además de Horacio Vera Ramos, Abel López Chas, Samuel Oliver, José Manuel Felipe Pastor, Simón Ungar y Federico Peralta Ramos, entre otros. Decididos a romper con sus maestros, entendían que la arquitectura era una manifestación de ideas abarcadoras, ligadas directamente a una concepción humanista de la forma de vida.
Los miembros del austral eran corbuserianos no sólo porque concebían a sus proyectos y obras como semillas o fragmentos anticipados de la ciudad futura, sino porque además, como los viejos maestros académicos, pensaban que eran posible (y deseable) imaginar una ciudad como un proyecto a gran escala.
Su propuesta buscaba unir aspectos aparentemente opuestos: por un lado grandes masas poblacionales y por el otro, la naturaleza. Para ellos era necesario recuperar la armonía alguna vez existente entre seres, naturaleza y objetos. Este acto de restauración no podía concebirse por segmentos, sino que era básicamente estético. Así, las estéticas modernas pasaban a convertirse en herramientas al servicio de este fin.
La resolución de la contradicción entre urbe y naturaleza radicaba en la liberación del terreno, es decir la creación de edificios en medio de zonas verdes. Esta acción sólo era posible gracias al uso de las técnicas más modernas de construcción de edificios en altura, las placas que los miembros del Austral llamaban manzana vertical. En este marco teórico se encuadra la obra de la calle Virrey del Pino, una muestra del germen de aquella soñada ciudad futura del grupo Austral.